# Список работ Джамбаттисты Питтони

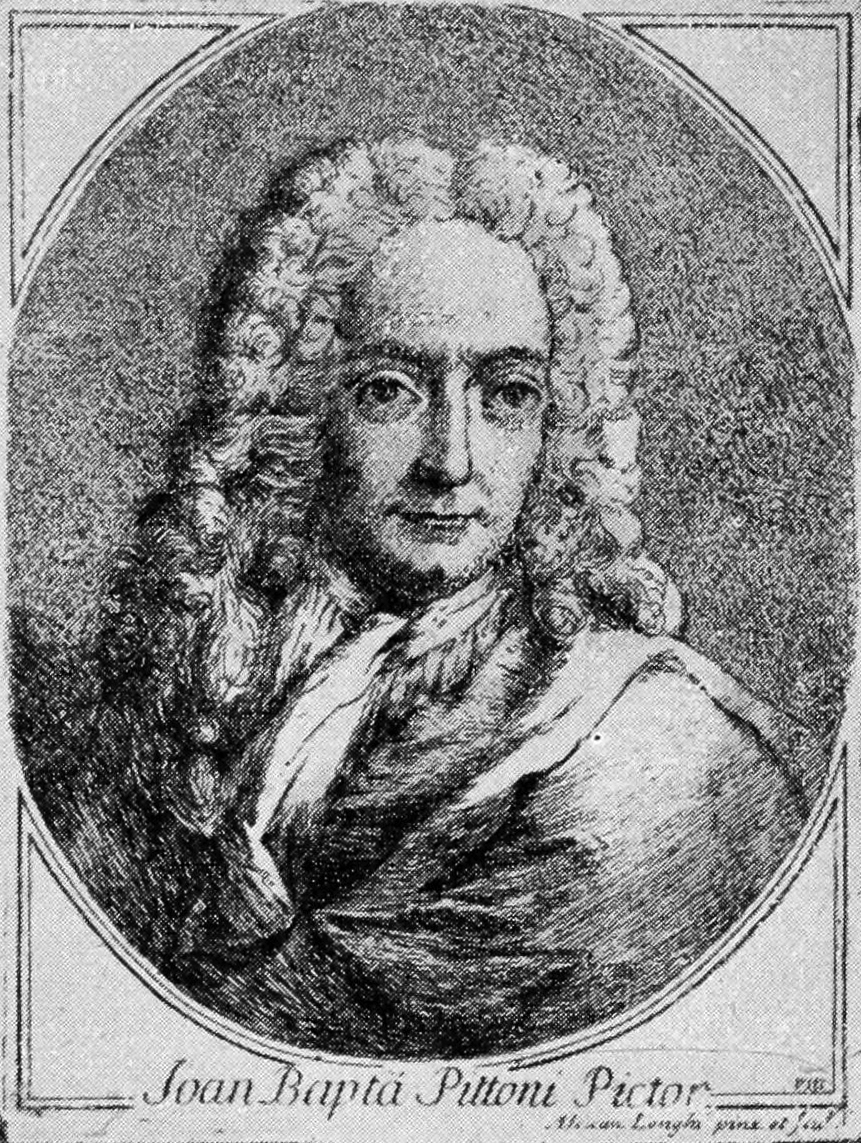
Джамбаттиста АвПиттони

Ниже представлен список картин итальянского живописца Венецианской школы живописи, представителя итальянского барокко — Джамбаттиста Питтони. Каталог-резоне, составленный Франкой Дзарой Бокацци, насчитывает 247 дошедших до нас и 117 утраченных произведений Питтони. Каталог-резоне Элис Биньон включает 304 работы.

## Картины

### Лувр
- Христос дарует Ключи к Раю Святого Петра
- Воздержание Сципиона (1733—1735)
- Сусанна и старцы (1723—1725)
- Аллегорическая гробница архиепископа Джона Тиллотсона (1630—1694), (1726—1727)
- Вакх и Ариадна (1720—1725)
- Марс и Венера (1720—1725)
- Жертвоприношение Поликсена на могиле Ахилла
- Дидона основывает Карфаген

### Другие собрания
- Жертвоприношение Поликсены Эрмитаж, Санкт-Петербург, Россия; холст, масло, 129×94 см
- Смерть царя Кандавла Эрмитаж, Санкт-Петербург, Россия; холст, масло, 161×210 см
- Диана и Эндимион Эрмитаж, Санкт-Петербург, Россия; холст, масло, 134х109 см
- Дидона при основании Карфагена Эрмитаж, Санкт-Петербург, Россия; холст, масло, 161х200 см
- Младенец Моисей топчет корону фараона Эрмитаж, Санкт-Петербург, Россия; бумага, сангина, перо и кисть тушью, 21х30 см
- Святое семейство Музей Метрополитен, Нью-Йорк, США
- Сусанна и старцы (1720), Музей Метрополитен, Нью-Йорке, США
- Рождество (1740), Национальная галерея, Лондон, Великобритания
- Жертвоприношение Поликсена (1733—1734), Музей Гетти, Лос-Анджелес, США
- Чудо с хлебами и рыбами (1725), Национальная галерея Виктории, Мельбурн, Австралия; холст, масло, 120,1×178,5 см
- Видение преподобного Антония Падуанского (1730), Художественный музей Сан-Диего, Парк Бальбоа, Калифорния, США; 35,5×23,25 дюйма
- Смерть Софонисба Музей им. Пушкина, Москва, Россия; холст, масло, 165×214 см
- Отдых на пути в Египет (1725), Музей Тиссена-Борнемисы, Мадрид, Испания; холст, масло, 108×135 см
- Семья (La Familia, 1720), холст, масло, 60×73 см, частная коллекция
- Аллегория живописи и Скульптура Галерея Академии, Венеция, Италия
- Благовещение (1758), Галерея Академии, Венеция, Италия
- Кающаяся Магдалина (1740) Галерея Академии, Венеция, Италия; холст, масло, 48×38 см
- Снятие с креста, Дворец Почетного легиона (с 1750), Сан-Франциско, штат Калифорния, США
- Агарь в пустыне, Церковь Санта-Мария-Глорьоза-дей-Фрари, Венеция, Италия; масло на холсте
- Справедливость и мир, Ка’ Пезаро, Венеция, Италия; фреска
- Юпитер защищают справедливость, Мир и Наука, Плафоны отделка, Ка’ Пезаро, Венеция, Италия
- Христос и Святой Петр Музей Эшмола, Оксфорд, Великобритания
- Смерть Иосифа Музей Берггрюна в Шарлоттенбург, Национальная галерея Берлина, Берлин, Германия, холст, масло, 97×79 см
- Мадонна Печали, Музей «Картинная галерея» (Фонд прусского культурного наследия), Берлин, Герма

- Нахождение Моисея (с. 1730), Портлендский художественный музей, Орегон, США
- Аллегорические памятник славы Исаак Ньютон (ок. 1727—1729), Музей Фицуильяма, Кембридж, Великобритания
- Святая Елизавета, раздающая милостыню (1734), Музей изобразительных искусств, Будапешт, Венгрия; холст, масло, 72×43 см
- Мученичество Святого Томаса, Церковь Сан-Стае, Венеция, Италия
- Святой Пётр, Кунстхалле Гамбург, Германия
- Жертвоприношение Исаака (1720), церковь Сан-Франческо делла Винья, Венеция, Италия; масло на холсте, 118×155 см
- Святой Иероним и Санкт-Петр Алькантара (1725), Национальная галерея Шотландии, Эдинбург, Шотландия, Великобритания; холст, масло, 275×143 см
- Давид и Вирсавия, 74×64 см
- Санкт-Роха (1727), Музей изобразительных искусств, Будапешт, Венгрия; холст, масло, 42×32 см
- Рождество Музей изящных искусств, Кемпер, Бретань, Франция; холст, масло, 74×56 см
- Побивание камнями святого Стефана, вторая картина в левой части алтаря церкви Св. Марии, Диссен, Германия
- Смерть Агрипины и Сенеки Дрезденская галерея, Германия
- Элиэзер и Ребекка (около 1725), Музей изящных искусств, Бордо, Франция
- Мадонна с младенцем на троне и поклоняющимися святыми Петром и Пием V (1723—1724), церковь Санта Корона, Виченца, Италия
- Мадонна со святыми, Церковь Сан-Джермано-деи-Беричи, Италия
- Диана и Актеон (около 1725), Дворец духовенства, Виченца, Италия; холст, масло, 147×197,5 см
- Жертвоприношение Иеффая, Музей ди Палаццо Реале, Генуя, Италия
- Портрет кардинала Бартоломео Роверелла, Академии деи Concordi, Ровиго, Италия
- Святые, представляющие набожную женщине Богоматери с младенцем, Художественный музей Кливленда, США
- Благовещение Штеделевский художественный институт, Германия
- Мученичество святого Климента, Эскиз Алтаря в Клеменскирхе, Мюнстер (Германия), хранится в Уппсальском университете, Швеция